# Johann Philipp Neumann

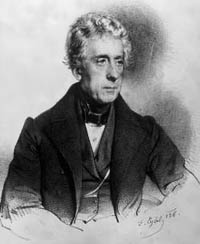
Johann Philipp Neumann. Litografi av Franz Eybl.

Johann Philipp Neumann, född den 27 december 1774 i Třebíč i nuvarande Tjeckien, död den 3 oktober 1849 i Wien, var en österrikisk fysiker, bibliotekarie och diktare.
Från 1815 till 1845 innehade han en professur vid tekniska högskolan i Wien, vars bibliotek han grundade 1816 och ledde till 1843.
Han skrev texten till Deutsche Messe av Franz Schubert, komponerad 1827.